# استفن کورل
استفن کورل (انگلیسی: Steffen Korell؛ زادهٔ ۲۷ اکتبر ۱۹۷۱) بازیکن فوتبال اهل آلمان است.
از باشگاه‌هایی که در آن بازی کرده‌است می‌توان به باشگاه فوتبال فرایبورگ و باشگاه فوتبال بروسیا مونشن‌گلادباخ اشاره کرد.